# 1958年台海空战
1958年台海空战，是金门八二三炮战前后，中国人民解放军与中華民國國軍在中国东南地区——福建全省、浙江南部、广东东北沿海地区的一系列空战。中华人民共和国方面定义的空战时间为1958年7月29日至10月10日间，中华民国方面则以八一四平潭空戰为首战:16。双方皆称己方取得空战胜利。

## 兵力
1950年代，中国人民解放军空军实力远逊于中华民国空军。中華民國空軍掌握大陆东南乃至华东地区制空权，并可随意进出中国大陆执行侦察、轰炸等各类军事任务:14。在福建地区，自1955年起，为实现解放军空军入驻福建的计划，开始抢修机场。1957年12月18日，毛泽东指示“请考虑我空军1958年进入福建的问题”，这是对应对蒋介石的“反攻大陆”计划。1958年1月，刘亚楼等空军将领制定了详细地空军入闽计划。7月25日零时，开始实施空军入闽计划。27日，首批空军部队转场，驻防福建。29日，中华民国空军戰鬥机进入广东东部沿海，双方随即在南澳岛空域开展空战。
1958年8月23日，美國第十三航空隊司令迪安（Fred Murray Dean）要求美国第五航空队驻日冲绳的第16戰鬥攔截機中隊調到台灣。美國參謀長聯席會議於24、25日分別命艾塞克斯號、中途島號航母打擊群前往台海。25日，美国太平洋空军司令勞倫斯·S·庫特緊急要求調動本土戰術空軍司令部的混合空中打擊部隊（Composite Air Strike Force，縮寫CASF，含一個中隊的F-100超級軍刀戰鬥機、C-130運輸機等飛機）。29日，第16戰鬥攔截機中隊的F-86D軍刀戰鬥機飛抵台南空軍基地，同日CASF從加州啟程前往菲律賓。美國海軍陸戰隊第11航空大隊的56架飛機於31日至9月7日間飛抵台灣。中途島號於9月4日抵達台海，艾塞克斯號於9月16日抵達。

## 历次空战
重要的空战有八一四平潭空戰、八二五漳州空战、九八澄海空戰、九一八金門空戰、九二四空戰、雙十馬祖空戰等。

## 后续及评价
一系列空戰後，中華民國空軍仍掌握台海至東南地區的制空權，空軍持續對大陸地區進行偵照任務直到1990年代。

### 中华人民共和国方面
中华人民共和国方面对这次空战评价甚高。刘玉堤中将在几十年后受访时，表示：“1958年台海空战，我军指挥艺术可说是威震海峡。”
中国人民解放军国防大学政治学院的学者刘军玉认为，通过7月29日至8月22日的多次空战，形成中华民国空军在台海海峡上空巡逻，解放军在大陆警戒的对峙局面。解放军取得福建沿海地区制空权，为发起金门八二三炮战“提供了先决条件，奠定了坚实基础。”刘军玉並稱，11月后，解放军“彻底掌握了东南沿海地区的制空权。”

### 中华民国方面
中华民国空军将领唐飛指导中華戰史文獻學會发表的文章中提到:140：中华民国空軍雖然獲得壓倒性的勝利，但鑒於共軍MiG-17戰鬥機性能已超越我軍的F-86軍刀戰鬥機，因此空軍向時任中華民國國防部部長俞大維報告，必須換裝F-104星式戰鬥機以維持臺灣海峽的制空權，經俞部長向美國國防部爭取並獲同意移交我國空軍，而整個接機計畫則命名為「阿里山计划」。
中華民國空軍備役上校陳偉寬表示：因空軍的敢戰能戰，掌握制空，輔以AIM-9B響尾蛇飛彈科技之秘密武器，真可謂如虎添翼，不單脫胎換骨為一支能遂行現代戰爭的勁旅，亦成為台海戰役勝利之鑰。中华民国方面作者称“雙方空軍10次大戰，國軍與解放軍損失為2:32”。:7